# Protesten in Irak
De protesten in Irak kwamen er in de nasleep van de Tunesische en Egyptische revolutie. 
Ze hebben geleid tot minstens 45 doden, waaronder minstens negenentwintig op 25 februari 2011, die de naam "Dag van Woede" kreeg.
In maart 2011 waren er verschillende protesten tegen de Saoedi-geleide interventie in Bahrein. 
Protesten vonden ook plaats in Iraaks Koerdistan, een autonome Koerdische regio in het noorden van Irak. Dat duurde 62 dagen.
Op 21 december 2012 begonnen de protesten opnieuw. Dit kwam na een overval op het huis van de soennitische minister van Financiën Rafi al-Issawi en de arrestatie van tien van zijn lijfwachten. Sindsdien spelen de protesten zich over de hele soennitische delen van Irak af. Ze krijgen zelfs steun van niet-soennitische Iraakse politici, zoals Muqtada al-Sadr. Pro-Maliki protesten hebben in heel het zuiden van Irak ook plaatsgevonden, waar sprake is van een sjiitische Arabische meerderheid. In april 2013 escaleerde het geweld, na aanvaringen in de stad Hawija.

## Achtergrond
In een poging om potentiële onrust te voorkomen, kondigde de Iraakse premier Nouri al-Maliki aan dat hij niet zal lopen voor een derde termijn in 2014. Hij riep op om tot een grondwettelijke limiet op een regeertermijn te komen. Toch verzamelden op 12 februari 2011 zich in verschillende grote Iraakse steden (in het bijzonder Bagdad en Karbala) honderden demonstranten. Zij vroegen om een meer effectieve aanpak van de nationale veiligheid en het onderzoek naar de federale gevallen van corruptie. Overheidsmaatregelen moesten de openbare diensten eerlijker en toegankelijker maken. 
Iraakse soennieten hielden traditioneel de macht in Irak, maar de soennieten domineerden de Ba'ath-partij. Die werd omver geworpen door de Amerikaanse strijdkrachten tijdens de invasie van 2003.
Sjiitische groepen stonden aan de macht. De meerderheid van de Irakezen zijn sjiieten.
In tegenstelling tot de protesten in 2011, die over corruptie en de nationale veiligheid gingen. Zijn de nieuwe protesten voornamelijk gedreven door soennitische Arabieren die het gevoel hebben om gemarginaliseerd te worden in een post-Saddam regime. Zij beweerden dat de anti-terrorisme wetten werden misbruikt. De groei van de protesten had er echter toe geleid dat de aanvankelijke eisen werden uitgebreid. Een van de belangrijkste wensen van de demonstranten was het ontslag van premier Maliki. Andere kwesties die nu vaak aangehaald zijn, waren het misbruik van anti-terorrisme wetten en oneerlijke confiscatie van eigendommen van het voormalige terrorisme. De Iraanse inmenging in Iraakse aangelegenheden was ook een van de redenen waartegen geproteseerd werd.

## Tijdlijn

### 2011

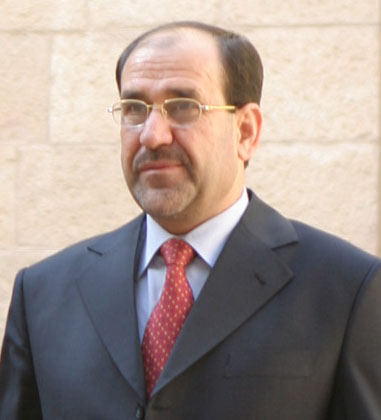
Nouri al-Maliki. De premier die de termijn voor hervormingen liet verlopen waarna op 10 juni 2011 ongeveer 400 demonstranten kwamen demonstreren in bagdad.

Israëliër Haaretz meldde dat een 31-jarige man in Mosoel overleden was nadat hij zichzelf in brand stak uit protest tegen de werkloosheid. Haaretz meldde ook een geplande "Revolutie van de Iraakse Woede" die op 25 februari 2011 in de buurt van de Groene Zone werd gehouden. 
Op 16 februari 2011 protesteerden 2.000 demonstranten aan een provinciaal gebouw in de stad Kut. De demonstranten eisten het ontslag van de gouverneur. Dit kwam er als gevolg van een gebrek aan basisvoorzieningen zoals elektriciteit en water. Drie personen werden gedood en 30 werden gewond. 
Op 17 februari 2011 werden twee mensen door demonstranten, die met stenen gooiden, gedood. Dit gebeurde aan het hoofdkwartier van de Democratische Partij in Koerdistan. 
Op 18 februari blokkeerden ongeveer duizend demonstranten een brug in Basra. Ze eisten de aftreding van de provinciale gouverneur.
Luitenant-generaal Abdul-Aziz Al-Kubaisi gaf zijn militaire rang op. Na deze stap werd hij gearresteerd door de veiligheidstroepen. Al Kubaisi beschreef de Iraakse regering als corrupt en riep alle officieren om hun ontslag te geven en om zich bij de demonstranten, die van plan zijn een demonstratie op 25 februari 2011 te organiseren, toe te voegen. 
De drie officieren reageerden op deze oproep en kondigde zijn ontslag aan. Uday Zaidi, die eerder protesten heeft georganiseerd, sloot zich bij officieren en de demonstraties aan. Zaidi vertelde Al Jazeera dat de 37 medewerkers van het ministerie van Binnenlandse Zaken ook zijn afgetreden en zich bij de demonstranten hebben gevoegd.
Op 24 februari 2011 werd Muntadhar al-Zaidi, een Iraakse journalist, gearresteerd omdat hij deelnam aan de protesten. Al-Zaidi is populair in Irak voor wat Irakezen zien als zijn daad van verzet.
op 25 februari 2011 werden in heel Irak grote protesten gehouden. Deze ‘Dag van Woede’ concentreerde zich op hoge werkloosheid, corruptie en slechte openbare diensten. Tijdens de protesten bestormden demonstranten provinciale gebouwen en dwongen ze lokale ambtenaren om af te treden. Minstens negenentwintig mensen werden in het hele land gedood.
Die dag vonden de dodelijkste protesten in Iraaks Koerdistan plaats. 
Honderden werden vastgehouden door Iraakse veiligheidstroepen, onder wie journalisten, kunstenaars en intellectuelen. Een van de kunstenaars die werd gearresteerd. 
Hussam al-Ssair, verklaarde later dat het was alsof ze te maken hadden met een groep terroristen van al-Qaeda en niet een groep 'onschuldige' journalisten.
Op 17 maart 2011 ontstonden nieuwe protesten in Bagdad en Basra tegen de Saoedische interventie.
Op Kerbela demonstreerden ongeveer 3000 mensen tegen Saoedi-Arabië. Nouri al Maliki bekritiseerde de Saoedische interventie. 
Op 9 april 2011 escaleerden de protesten met duizenden demonstranten in Bagdad en over het hele land. De protesten zorgde voor woede bij de Amerikaanse bezetting en culmineerde op 26 mei 2011 met een demonstratie die georganiseerd was door Muqtada al-Sadr. Verschillende media rapporteerden het aantal deelnemers verschillend: 20.000 (Iraanse Press TV), 100.000 
(Irak officieel Al Sabaah), een half miljoen mensen (Bagdad onafhankelijke New Sabah). 
Gezien de soortgelijke protesten van Muqtada al-Sadr zijn de hoge cijfers niet onwaarschijnlijk.
Op 10 juni 2011 kwamen ongeveer 400 demonstranten demonstreren in Bagdad nadat premier Nouri al-Maliki de termijn voor hervormingen liet verlopen.
Op 12 augustus protesteerden tientallen in Bagdad. Ze riepen tot minister van Olie Karim Luaibi om ontslag te nemen. Ze eisten dat een geplande haven vernoemd naar Hosni Mubarak, de ex-president van Egypte, niet zou doorgaan en dat de politieke gevangenen zou worden vrijgelaten.
Op 2 december 2011 werden de Koerden opgehitst door preken in het vrijdaggebed. Er werd opgeroepen tot de jihad tegen slijterijen en massagesalons in Zakho in Dohuk. De rellen ontaardden al snel in het plunderen en platbranden van steden in Iraaks Koerdistan.

### 2012

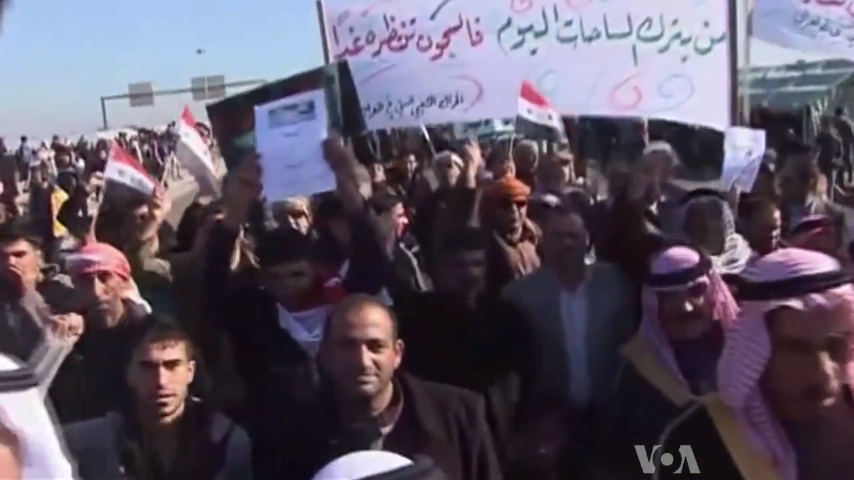
Demonstranten in januari 2012.

De protesten begonnen op 21 december 2012. De protesten kwamen er na een overval op het huis van de soennitische minister van Financiën Rafi al- Issawi en de arrestatie van 10 van zijn lijfwachten. Na de arrestatie van enkele duizenden demonstranten blokkeerden demonstranten een snelweg in Fallujah en eisten het ontslag van premier Maliki het ontslag. Op de spandoeken is te lezen: "De weerstand is nog steeds in onze aderen".
Op 23 december zag begonnen demonstranten met het barricaderen van de belangrijkste snelweg bij Ramadi, waardoor een belangrijke Iraakse handelsroute naar Jordanië en Syrië verstoord werd. 
De protesten verspreidde zich ook naar Anbar, Mosoel, Samarra, Tikrit en de wijk Adhimiya van Bagdad. Zoals de protesten in Anbar groeide, werden de protesten van Bagdad en Salah al-Din, met kleinere veiligheidstroepen uit de zuidelijke Iraakse provincies Maysan en Basra verdreven. 
Om te voorkomen dat de protesten zich verder verspreidden, werd op 27 december 2012 in Ninewa een cordon met het Iraakse leger gesloten.
Op 28 december 2012 namen de protesten in omvang toe. Met tienduizenden namen ze deel aan de "vrijdag van Eer". Ze protesteerden tegen de vermeende overheid en het sektarisme. 
In de week van 29 december 2013 tot en met 4 januari 2013 verspreidden protesten zich naar Saladin en Diyala. Tijdens die week vonden er ook protesten plaats in Mosoel, Kirkoek, Baiji, Tikrit, al-Daur, Ishaqi, Samarra, Jalawla, Dhuluiyah, Baquba, Ramadi, Fallujah, Bagdad, Albu Ajil en Nasiriyah. De methoden die de demonstranten hadden Ramadi bezet en hadden snelweg naar al- Saadi geblokkeerd. Op 28 december 2012 verspreidde de opstand zich naar Ramadi uit Kirkuk, Karballa en Muthanna. Op 4 januari 2013 werd Bagdad door het Iraaks leger terug ingenomen 
Op zondag 30 december reisde vicepremier Saleh al- Mutlaq, een soennitische en criticus, naar Ramadi om de demonstranten aan te pakken. Hij  werd bekogeld met flessen en stenen. De demonstranten scandeerden voor hem om te vertrekken.

### 2013

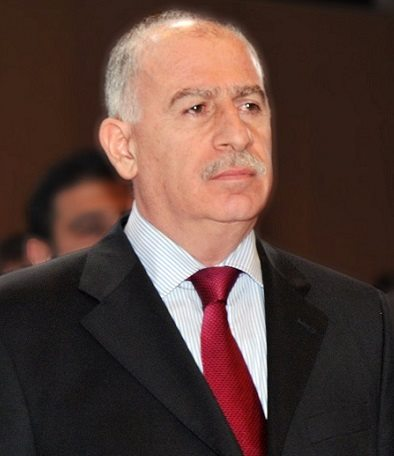
Osama al nujafi

In de week van 5 januari 2013 waren er aanhoudende protesten tegen de regering in Mosoel, Kirkuk, Tikrit, al-Daur, Samarra, Dhuluiyah, Ramadi, Fallujah, Albu Ajil, Adhimiyah en Ghazaliyah en in Bagdad. In die week kwamen ook de protesten van de overheidsgezinden op. Die vonden plaats in Bagdad en in de zuidelijke sjiitische steden als Karbala, Kut, Najaf, Diwaniyah, Samawa en Basra. 
Sinds het begin van de protesten had de Ninewa Operations Command van het Iraakse leger geprobeerd om het Ahrar plein, dat de plaats van de protesten tegen de regering in Mosoel was, te sluiten. Conflciten tussen demonstranten en legereenheden braken uit op 7 januari 2013 wanneer de legervoertuigen over meerdere demonstranten reden. Er werden 4 demonstranten hierdoor ernstig verwond. Op 8 januari 2013 raakten nog vier betogers gewond toen de Iraakse militaire eenheden het vuur opende op het plein. Het Bagdad Operations Command voerde eveneens een cordon in Al Tarmia, een stadje ten noorden van Bagdad, uit. Op 9 januari 2013 blokkeerde het leger de snelweg om te voorkomen dat demonstranten het noorden van Bagdad binnen zouden raken. Op 11 januari 2013 werd de snelweg van Bagdad naar Mosoel uiteindelijk in de buurt van Taji door de Iraakse legereenheden afgesloten. Op 9 januari 2013 zond Het Bagdad Operations Command eenheden uit naar de oostelijke rand van Fallujah. 
Op 11 januari 2013 wordt de veiligheid verscherpt in een poging om de protesten af te schrikken. 
De elfde Iraakse afdeling van het leger werd ten noorden van Tikrit ingezet om de Tigris Operations Command te helpen om protesten in Hawija te voorkomen.
Op dinsdag 8 januari 2013 gingen in minstens 5 provincies duizenden demonstranten de straat op om steun voor Maliki te uiten en om zich verzetten tegen een poging om de Ba'atha-wetten te veranderen. Demonstranten uitten ook verzet tegen een terugkeer van de Ba'ath-partij.
Protesten vonden plaats in Basra, Diwaniyah, Karbala, Al-Muthana en Babil.  
Op 22 februari gingen duizenden demonstranten de straat van Ramadi, Bagdad, Mosoel en Fallujah op om te demonstreren tegen de Iraakse regering, ze riepen op tot Maliki om af te treden. 
Op 8 maart schoot de politie op soennitische demonstranten in Mosoel. Daarbij kwam één demonstrant om het leven en werden 5 anderen ernstig verwond. De politie beweerde dat ze in de lucht schoten om demonstranten uiteen te drijven. In reactie op het schietincident nam Izz al- Din al – Dawla, Minister van Landbouw, ontslag.
Op 27 april verbood de Iraakse regering 10 satellietkanalen, zoals Al Jazeera en Irak Al Sharqiya, om nog verder uit te zenden. Mujahid Abu al - Hagel van de Communicatie en Media Commissie zei: 
"We namen een besluit om de vergunning van een aantal satellietkanalen die geweld en sektarisme bemoedigen stop te zetten". Twee dagen later ontploften vijf autobommen in Amara. Er vielen 15 doden en 45 gewonden. In Diywaniya ontplofte een bom in de buurt van een restaurant waarbij drie mensen stierven en 25 mensen verwond raakten. In Karbala ontplofte ook een autobom waarbij drie doden en 12 gewonden vielen.
Op 1 mei nam de Iraqiya soennitische Arabische parlementsvoorzitter Osama al- Nujaifi en zijn regering ontslag. Ze werden vervangen door een kleinere kast van onafhankelijken die niet zou concurreren in de volgende verkiezingen. 
Op 17 mei werden ten minste 72 sterfgevallen gemeld in verschillende steden , waaronder in de hoofdstad. Deze aanvallen waren telkens soennitische doelwitten.